# فنجاني رملي
فنجاني رملي (الاسم العلمي: Peziza arenaria) هو نوع من الفطريات يتبع جنس الفنجاني من فصيلة الفنجانية.